# میچل رایان
میچل رایان (انگلیسی: Mitchell Ryan؛ زادهٔ ۱۱ ژانویهٔ ۱۹۳۴ – ۴ مارس ٢٠٢٢) هنرپیشه اهل ایالات متحده آمریکا بود. وی از سال ۱۹۵۸ میلادی تا زمان مرگ مشغول فعالیت بود.

## گزیده فیلمشناسی
از فیلم‌ها یا برنامه‌های تلویزیونی که وی در آن نقش داشته‌است می‌توان به آثار زیر اشاره کرد.
- چندلر (فیلم) (۱۹۷۱)
- غریبه دشت‌های بالا (۱۹۷۳)
- دوستان ادی کویل (۱۹۷۳)
- نیروی مگنوم (۱۹۷۳)
- میدوی (فیلم) (۱۹۷۶)
- اسلحه مرگبار (۱۹۸۷)
- زبر و زرنگ‌ها! قسمت دوم (۱۹۹۳)
- آسمان آبی (فیلم) (۱۹۹۴)
- بی‌کلام (فیلم ۱۹۹۴) (۱۹۹۴)
- قاضی درد (فیلم) (۱۹۹۵)
- متعلق به شیطان (۱۹۹۷)
- دروغگو دروغگو (۱۹۹۷)
- گراس پوینت بلنک (۱۹۹۷)
- دارما و گرگ